# Heng:garae
Heng:garæ è il settimo EP del gruppo musicale sudcoreano Seventeen. Pubblicato il 22 giugno 2020 su etichetta discografica Pledis Entertainment, l'album contiene sei tracce, inclusi i singoli My My e Left & Right. 

## Tracce
1. Fearless – 3:14 (testo: Woozi, Bumzu, Vernon – musica: Woozi, Bumzu, Simon Petrén)
2. Left & Right – 3:21 (testo: Woozi, Bumzu, Vernon – musica: Woozi, Bumzu)
3. I Wish (좋겠다) – 3:53 (testo: Woozi, Bumzu, Hwang Hyun (MonoTree), Wonwoo – musica: Woozi, Bumzu, Hwang Hyun (MonoTree))
4. My My – 3:05 (testo: Woozi, Bumzu, Vernon, S.Coups – musica: Woozi, Bumzu, Vernon)
5. Kidult (어른 아이) – 3:12 (testo: S.Coups, Woozi, Bumzu, Vernon – musica: Woozi, S.Coups, Bumzu, Park Gi-tae (Prismfilter))
6. Together (같이 가요) – 4:04 (testo: Woozi, Bumzu, S.Coups, Hoshi, Mingyu – musica: Woozi, Bumzu, Park Gi-tae (Prismfilter))

Durata totale: 20:49

## Classifiche
| Classifica (2020) | Posizione massima |
| ----------------- | ----------------- |
| Corea del Sud     | 1                 |